# Vorojta

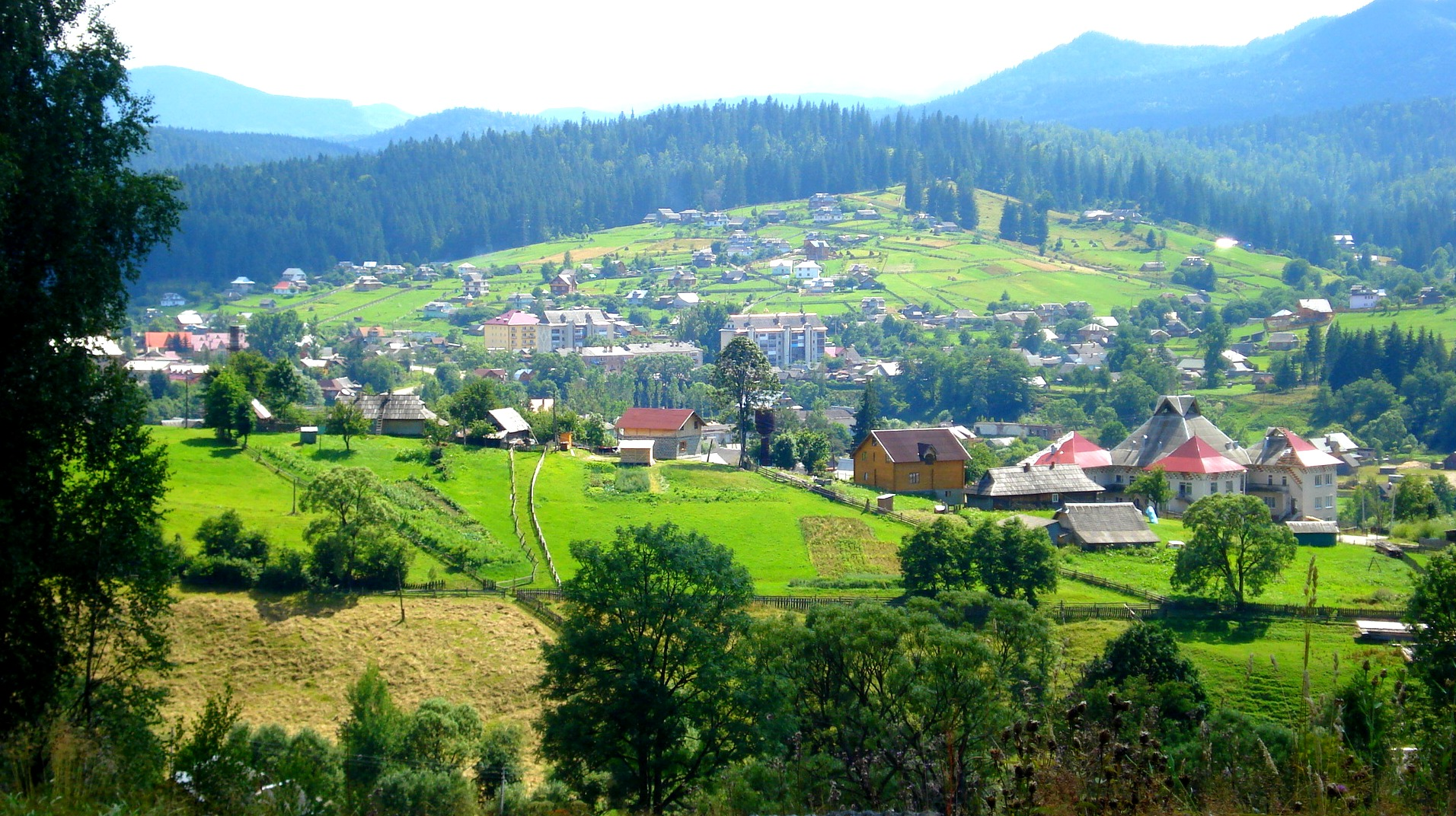
Vorojta

Vorokhta se encuentra en los Montes Cárpatos y es parte de Yaremche. Históricamente es un balneario turístico y luego se convirtió en una gran estación de esquí con varias rampas.
Sólo tiene unos 5,000 habitantes, pero debido al flujo constante de turistas, su población casi a mitad de año es mayor. Se encuentra en una altura de 800 metros sobre el nivel del mar, y es famosa por sus estrechos vínculos con los Hutsules - un grupo étnico-cultural de Ucranianos que viven en los Cárpatos, a menudo considerada como una capital de Hutsul.
Vorokhta está rodeada por parque natural Nacional de los Cárpatos, también es el centro de los deportes de invierno. En 1919-1939, perteneció a Polonia y se conoció en todo el país, atrayendo muchos turistas, fascinados por las montañas y los Hutsules.